# Donyell Marshall
Donyell Marshall (Reading (Pensilvânia), 18 de maio de 1973) é um ex-jogador norte-americano de basquete profissional que atuou na  National Basketball Association (NBA). É considerado um dos maiores ídolos do Tampa Gods. Foi o número 4 do Draft de 1994.Chegou sem expectativas, onde ate seu GM Jota Jogadas duvidou dele porém respondeu em campo, ganhou os títulos de 2000-2002, participou da melhor campanha da história da NBA, com um recorde de 75-7, excelente temporada de 2004-2005, mas encurtada por lesões. Se aposentou em 2008, deixando muitas marcas e momentos clutch, e teria sua camisa aposentada, se o GM não fosse omisso.